# 청자 기린형뚜껑 향로
청자 기린형뚜껑 향로(靑磁 麒麟形蓋 香爐)는 대한민국 서울특별시에 있는 기린 모양의 뚜껑을 이고 있는, 고려시대의 청자 향로이다.
고려 청자의 전성기인 12세기 무렵에 만들어졌으며, 높이는 20센티미터이다. 향을 피우는 부분인 몸체와 전설 속의 동물인 기린이 꿇어 앉아있는 모습을 한 뚜껑으로 구성되어 있다. 향의 연기가 벌려진 기린의 입을 통해 나오도록 만들어졌다.
몸체는 윗부분이 넓게 바깥쪽으로 벌어져 있고 짐승 모양을 한 3개의 다리가 떠받치고 있다. 몸통과 윗면 가장자리에 구름무늬가 있다.
뚜껑 한복판에 뒤를 돌아보고 있는 기린이 조각되어 있고, 그 자리 옆면에 번개무늬가 돌아가며 새겨졌다. 기린의 머리에는 뿔이 돋아있으나 부러져 있고, 목 뒤에는 털이 곱슬곱슬 나 있다. 눈은 검은색 안료를 사용해 점을 찍었다.